# واتسون واشبرن
 واتسون واشبرن (انگلیسی: Watson Washburn؛ زاده ۱۳ ژوئن ۱۸۹۴ درگذشته ۲ دسامبر ۱۹۷۳) یک تنیس‌باز اهل ایالات متحده آمریکا بود.